# لاعب بديل (كرة القدم)

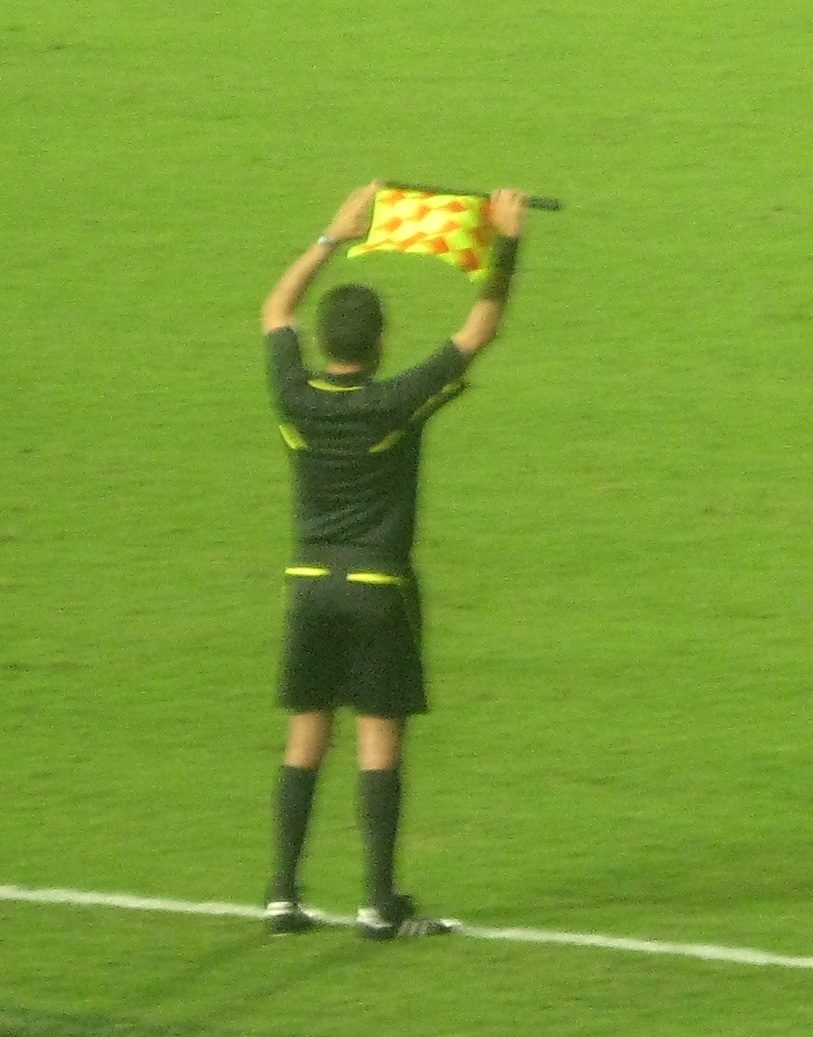
الحكم المساعد يشير إلى إجراء تبديل

## يجب أن تعطى أسماء البدلاء للحكم قبل بدء المباراة، وأي بديل غير مذكور اسمه لا يمكنه المشاركة في المباراة، ولاستبدال لاعب في المباراة يجب مراعاة الآتي:

### يجب أن يكون الحكم على علم بأي تبديل قبل أن يتم اتخاذه.
- اللاعب المستبدل يتلقى إذن الحكم لترك أرضية الملعب، إلا إذا كان خارج الملعب بالفعل.
- اللاعب المستبدل ليس مضطرًّا للمغادرة في خط المنتصف ولا يشارك مرة أخرى في المباراة، إلا إذا كان مسموح ببدائل العودة.
- إذا كان اللاعب الذي سيتم استبداله يرفض المغادرة، يستمر اللعب.

ويدخل اللاعب البديل فقط:
- خلال توقُّف اللعب.
- في خط المنتصف.

## أنواع التبديلات

### التغيير التكتيكي
يستعمل هذا التعبير في لغة كرة القدم بمعنى: استبدال لاعب بآخر طبقًا لظروف المباراة ورغبة المدرب في التحوُّل من الدفاع إِلى الهجوم أو العكس، أو لتنشيط خط من خطوط فريقه، أو لأن اللاعب البديل يجيد ألعابًا لا يجيدها اللاعب الذي استبدل به؛ كما في قولنا: - كان التغيير التكتيكي الذي قام به المدرب في الشوط الثاني سببًا في فوز فريقه.
كلمة تكتيكي كلمة إنجليزية Tactic ، وفرنسية Tactique من أصل يوناني، وتعني: خطة. والأفضل استعمال التعبير العربي: تغيير خُطَطي ، أي مرتبط بخطة اللعب وطريقة سيره.

#### الملامح الدلالية للتعبير
- استبدال لاعب مكان آخر.
- لأسباب فنية.
- يراد به تحويل الموقف أو تنشيط الفريق ... إِلخ.

### التغيير الاضطراري
يستعمل هذا التعبير في لغة كرة القدم بمعنى: حلول لاعب محل آخر لإِصابة حدثت له ؛ كما في قولنا: - أجرى المدرب تغييرًا اضطراريًّا بعد إِصابة حارس المرمى.
التغيير: التحويل والتبديل.
الاضطراري: المنسوب إلى الاضطرار، وهو الاحتياج إِلى الشيء، وأصله من الضَّرر، وهو الضيق.
فاللاعب المصاب أوقع فريقه في موقف الضرورة أي الضرر، وألجأه إِلى تغييره لحاجته إِلى لاعب يلعب مكانه، حتى لا يلعب فريقه ناقص العدد.

#### الملامح الدلالية للتعبير
- إصابة أحد اللاعبين واستبدال غيره به.
- قوة اللاعب المستبدل وأهميته لفريقه.
- الاضطرار.